# Jelsa
Jelsa (tudi Jelsa na Hvaru) je mesto in občinsko središče (Grad Jelsa, po popisu 2021 je imelo v mejah občine 3501 prebivalca, kar je skoraj dvakrat manj kot pred dobrim stoletjem, samo naselje pa polovico manj, 1750 prebivalcev; 1991-2011 še okoli 1.800), letovišče in pristanišče na severni strani otoka Hvara v Splitsko-dalmatinski županiji na Hrvaškem.
Deset kilometrov od Starega grada je letovišče Jelsa, ki je znano po lepih peščenih plažah v samem kraju in bližnji okolici. Vzhodno od mesta je lepa peščena plaža Mina, na polotoku Glavica pa kopališče Soline. Okoli Jelse je več zaselkov (Pitve, Vrisnik, Svirče in druga).
Jelsa se kot pristanišče Pitava (Portus de Piture) omenja že v 14. stoletju, kot ribiško naselje pa se verjetno formira v začetku 15. stoletja. Župnijska cerkev, ki se prvič omenja leta 1331, je dobila današnji izgled v 16. stoletju. V severnem delu mesta je trg, ki je podobo z renesančnimi in baročnimi hišami dobil v 16. stoletju. V sredini trga je baročna cerkev Sv. Ivana. Na lokaciji Gradina je pokopališče in cerkev avguštinskega samostana osnovanega 1605 z ostanki obrambnega zidu. Na griču vzhodno od mesta so dobro vidni ostanki opazovalnice Tor, ki je bila zgrajena v času antične grčije (4–3. stol. pr. n. št.). Na drugih lokacijah v okolici Jelse (Selca, Kutac, zaliv Sv. Luka) so bili odkriti ostanki rimskih zidov in grobov.
Organizirani turizem se je začel leta 1868 z utemeljitvijo Higieničnega društva Hvar pod vodstvom škofa Jurija Dubokoviča. Hotel Jadran je najstarejši hotel v Jelsi, ki je bil odprt leta 1911. Do intenzivnega razvoja turizma in izgradnje hotelov, penzionov, apartmajev, restavracij, barov, disko-klubov in drugih turističnih objektov je prišlo na koncu 60-let XX. stoletja, ko turizem postane poglavitna gospodarska veja na otoku.

## Demografija
| Pregled števila prebivalcev po letih | Pregled števila prebivalcev po letih | Pregled števila prebivalcev po letih | Pregled števila prebivalcev po letih | Pregled števila prebivalcev po letih | Pregled števila prebivalcev po letih | Pregled števila prebivalcev po letih | Pregled števila prebivalcev po letih | Pregled števila prebivalcev po letih | Pregled števila prebivalcev po letih | Pregled števila prebivalcev po letih | Pregled števila prebivalcev po letih | Pregled števila prebivalcev po letih | Pregled števila prebivalcev po letih | Pregled števila prebivalcev po letih |      |      |
| ------------------------------------ | ------------------------------------ | ------------------------------------ | ------------------------------------ | ------------------------------------ | ------------------------------------ | ------------------------------------ | ------------------------------------ | ------------------------------------ | ------------------------------------ | ------------------------------------ | ------------------------------------ | ------------------------------------ | ------------------------------------ | ------------------------------------ | ---- | ---- |
| 1857                                 | 1869                                 | 1880                                 | 1890                                 | 1900                                 | 1910                                 | 1921                                 | 1931                                 | 1948                                 | 1953                                 | 1961                                 | 1971                                 | 1981                                 | 1991                                 | 2001                                 | 2011 | 2021 |
| 808                                  | 1104                                 | 1238                                 | 1504                                 | 1557                                 | 1549                                 | 1616                                 | 1513                                 | 1480                                 | 1263                                 | 1382                                 | 1433                                 | 1637                                 | 1792                                 | 1798                                 | 1801 | 1750 |

## Galerija
- Jelsa-pristanišče
- Jelsa-pogled s trdnjave Tor